# Хакка (язык)
Хакка (客家話 Hak-kâ-fa или 客家語 Hak-kâ-ngî) — язык китайской ветви сино-тибетской языковой семьи, распространённый среди народа хакка в южном Китае и на Тайване.

## Название
Название народа хакка (客家 Hak-kâ) буквально значит «гости, пришлые» — в Гуандуне они исторически противопоставлялись «местным» кантонцам.
Для языка используются названия 客家話 Hak-kâ-fa (сокр. 客話 Hak-fa) или 客家語 Hak-kâ-ngî (сокр. 客語 Hak-ngî).
Среди других народов Южного Китая и Вьетнама (кантонцев, вьетнамцев, лэйчжоусцев и т. д.) для языка хакка встречается наименование 𠊎話 (хакка ngài-fa, кант. ngàaih-wá). Во Вьетнаме местные хакка классифицируются как этническое меньшинство нгай (вьет. Ngái).

## Классификация
Язык хакка фонетически близок языку гань, тогда как лексически он имеет общие черты с кантонским языком. Распространено мнение, что языки хакка и гань происходят из одного прото-языка, в районе эпохи Сун распространённого в центральной Цзянси. В эпохи Мин и Цин язык гань подвергся значительному влиянию мандаринского языка, в отличие от языка хакка. Значительная часть современных хакка происходят из коренных народов Гуандуна и Фуцзяни, говоривших на хмонг-мьенских языках, поэтому в их языке обнаруживают хмонг-мьенский субстрат. Кроме того, согласно Джерри Норману, в хакка и кантонском содержится субстрат из «древнего южнокитайского языка», однако в значительно меньшей степени, чем в миньских языках.
В прошлом была распространена теория, согласно которой язык хакка происходит из древнекитайских диалектов центральной равнины III—VI веков н. э., основанная на легендах хакка о своём происхождении. Ныне, однако, это мнение считается безосновательным.
Диалект санха (山哈話, около 400 тыс. носителей), часто включаемый в язык хакка, следует отличать от хмонг-мьенского языка хоне (около 1000 носителей) — носители обоих официально классифицируются китайским правительством как этническое меньшинство шэ, хотя имеют разную культуру, языки и идентичности. Хакка и санха оба содержат хмонг-мьенский субстрат, однако в последнем он значительно больше.
Язык хакка отличают следующие характеристики:
- слова вроде 武 («война», среднекит. mĭu2) и 屋 («дом», среднекит. uk4) в хакка имеют одинаковую инициаль v- (武 vu и 屋 vuk), в отличие от кантонского, который сохраняет m- в первом (武 móuh, но 屋 ūk), но схоже с мандаринским (武 wǔ, но 屋 wū);
- среднекитайская инициаль /ȵ/ (как в 人 ȵĭĕn1, 日 ȵĭĕt4) в хакка перешла в /ŋ/ (人 ngin, 日 ngit). Для сравнения, в кантонском она перешла в /j/ (人 yàhn, 日 yaht), в мандаринском — в /ʐ/ (人 rén, 日 rì);
- среднекитайское сочетание /ɣw-/ в хакка перешло в v- в «просторечных чтениях» и в f- в «книжных чтениях»;
- среднекитайские звонкие согласные в хакка стали придыхательными. В севернокитайском и кантонском они перешли в придыхательные в «ровном тоне» 平, но в непридыхательные в остальных тонах.

Диалекты языка хакка можно разделить на «южные» (в Гуандуне, Гуанси, на Тайване) и «северные» (в Цзянси и Фуцзяни). В хакка нет «престижного» или «стандартного» диалекта как такового. В КНР репрезентативным диалектом хакка считают мойенский диалект (梅縣話 Mòi-yen-fa). На Тайване репрезентивным диалектом считается сиенский диалект (四縣話 Si-yen-fa), также схожий с мойенским.
В северных диалектах хакка часто исчезли конечные согласные (-p, -t, -k) — они могут переходить в гортанную смычку /-ʔ/ или просто выпадать.

## Фонология

### Инициали
В хакка отсутствует различение согласных по звонкости, но имеется различение по придыхательности: /p t k/ и /pʰ tʰ kʰ/.
|               |                | Губные | Зубные | Нёбные | Задненёбные | Горловые |
| ------------- | -------------- | ------ | ------ | ------ | ----------- | -------- |
| Носовые       | Носовые        | /m/    | /n/    |        | /ŋ/         |          |
| Взрывные      | простые        | /p/    | /t/    |        | /k/         | (/ʔ/)    |
| Взрывные      | придыхательные | /pʰ/   | /tʰ/   |        | /kʰ/        |          |
| Аффрикаты     | простые        |        | /ts/   |        |             |          |
| Аффрикаты     | придыхательные |        | /tsʰ/  |        |             |          |
| Фрикативные   | Фрикативные    | /f/    | /s/    |        |             | /h/      |
| Аппроксиманты | Аппроксиманты  | /ʋ/    | /l/    | (/j/)  |             |          |

/j/ обычно считается не инициалью, а частью финали. Слоги с началом на /j/ считаются имеющими нулевую инициаль, как и слоги на гласные.
Когда за инициалями /ts/, /tsʰ/, /s/, и /ŋ/ следует медиаль [j], они палатализуются в [tɕ], [tɕʰ], [ɕ] и [ɲ] соответственно.

### Финали
В мойенском диалекте языка хакка есть шесть гласных: [i ɛ a ə ɔ u]. Финаль состоит из гласной или слоговой согласной ([ɹ̩ m̩ n̩ ŋ̩], опционально также медиали ([j] или [w]) и терминали ([m, n, ŋ, p, t, k]).
| гласная  | медиаль  | терминаль | терминаль | терминаль | терминаль | терминаль | терминаль | терминаль | терминаль | терминаль |
| гласная  | медиаль  | -∅        | -i        | -u        | -m        | -n        | -ŋ        | -p        | -t        | -k        |
| -------- | -------- | --------- | --------- | --------- | --------- | --------- | --------- | --------- | --------- | --------- |
| -a-      | ∅-       | a         | ai        | au        | am        | an        | aŋ        | ap        | at        | ak        |
| -a-      | j-       | ja        | jai       | jau       | jam       | jan       | jaŋ       | jap       | jat       | jak       |
| -a-      | w-       | wa        | wai       |           |           | wan       | waŋ       |           | wat       | wak       |
| -e-      | ∅-       | e̞         |           | e̞u        | e̞m        | e̞n        |           | e̞p        | e̞t        |           |
| -e-      | j-       | je̞        |           |           |           | je̞n       |           |           | je̞t       |           |
| -e-      | w-       | we̞        |           |           |           | we̞n       |           |           | we̞t       |           |
| -i-      | ∅-       | i         | wi        |           | im        | in        |           | ip        | it        |           |
| -o-      | ∅-       | o         | oi        |           |           | on        | oŋ        |           | ot        | ok        |
| -o-      | j-       | jo        | joi       |           |           | jon       | joŋ       |           |           | jok       |
| -o-      | w-       | wo        |           |           |           | won       | woŋ       |           |           | wok       |
| -u-      | ∅-       | u         |           |           |           | un        | uŋ        |           | ut        | uk        |
| -u-      | j-       |           | jui       | ju        |           | jun       | juŋ       |           | jut       | juk       |
| -ə-      | ∅-       |           |           |           | əm        | ən        |           | əp        | ət        |           |
| Слоговые | Слоговые | ɹ̩         |           |           | m̩         | n̩         | ŋ̩         |           |           |           |

### Тоны
В большинстве диалектов хакка есть шесть тонов, однако тоны в слога на согласный (-p, -t, -k) можно считать идентичными другим тонам, тогда считают, что всего тонов четыре.
| Номер тона | Название тона    | Тоновый контур | Тоновый контур | Тоновый контур | Тоновый контур |
| Номер тона | Название тона    | Мойен          | Ынфа           | Меулит         | Цхонтин        |
| ---------- | ---------------- | -------------- | -------------- | -------------- | -------------- |
| 1          | yîm-phìn (陰平)  | ˦ (44)         | ˦ (44)         | ˨˦ (24)        | ˧ (33)         |
| 2          | yòng-phìn (陽平) | ˩ (11)         | ˩˧ (13)        | ˩ (11)         | ˨˦ (24)        |
| 3          | sóng (上)        | ˧˩ (31)        | ˧˩ (31)        | ˧˩ (31)        | ˦˨ (42)        |
| 4          | hi (去)          | ˥˧ (53)        | ˥˧ (53)        | ˥ (55)         | ˥ (55)         |
| 4          | hi (去)          | ˥˧ (53)        | ˥˧ (53)        | ˥ (55)         | ˨˩ (21)        |
| 5          | yîm-ngi̍p (陰入)  | ˩ (1)          | ˩ (1)          | ˨ (22)         | —              |
| 6          | yòng-ngi̍p (陽入) | ˥ (5)          | ˥ (5)          | ˥ (55)         | —              |

В хакка существуют тоновые сандхи. В мойенском диалекте тоны 1 (陰平) и 4 (去) меняют свой контур с ˦ (44) и ˥˧ (53) на ˧˥ (35) и ˦ (55) перед всеми тонами, кроме высоких (1 (陰平) и 5 (陰入)). Это отмечено красным в нижеприведённой таблице.
|        | + 1 ˦ | + 2 ˩ | + 3 ˧˩ | + 4 ˥˧ | + 5 ˩ | + 6 ˥ | + Нейтральный |
| ------ | ----- | ----- | ------ | ------ | ----- | ----- | ------------- |
| 1 ˦ +  | ˦.˦   | ˧˥.˩  | ˧˥.˧˩  | ˧˥.˥˧  | ˧˥.˩ʔ | ˦.˥ʔ  | ˧˥.˧          |
| 4 ˥˧ + | ˥˧.˦  | ˥.˩   | ˥.˧˩   | ˥.˥˧   | ˥.˩ʔ  | ˥˧.˥ʔ | ˥.˧           |

Нейтральный тон встречается в некоторых суффиксов. Он произносится со средней высотой.

## Лексика
Как и в кантонском языке, в хакка сравнительно больше односложных слов, чем в севернокитайском языке. В то же время большая часть лексики хакка, как и в других китайских языках, является двусложной.
Примеры односложных слов:
- 人 [ŋin˩] человек
- 碗 [ʋɔn˦] чашка
- 狗 [kɛu˦] собака
- 牛 [ŋiu˩] корова
- 屋 [ʋuk˩] дом
- 嘴 [tsɔi˥˧] рот
- 𠊎 [ŋai˩] я
- 講 [kɔŋ˧˩] говорить
- 食 [sit˥] есть
- 飲 [jim˧˩] пить

Примеры многосложных слов:
- 日頭 [ŋit˩ tʰɛu˩] солнце
- 月光 [ŋiɛt˥ kʷɔŋ˦] луна
- 屋下/屋家 [ʋuk˩ kʰa˦] дом
- 電話 [tʰiɛn˥ ʋa˥˧] телефон
- 學堂 [hɔk˥ tʰɔŋ˩] школа

## Примеры предложений
- 阿妹，若母去投墟轉來毋曾？

[ a˦˦ mɔi˥˥ ɲja˦˦ mi˦˦ hi˥˥ tʰju˩˩ hi˦˦ tsɔn˧˩ lɔi˩˩ m˦˦ tsʰɛn˩˩ ]
(обращение к ребёнку) Твоя мама уже пришла с базара?
- 厥老弟捉倒隻蛘葉來搞。

[ kja˦˦ lau˧˩ tʰai˦˦ tsuk˧ tau˧˩ tsak˩ jɔŋ˩˩ jap˥ lɔi˩˩ kau˧˩ ]
Его младший брат поймал бабочку, чтобы поиграть с ней.
- 好冷阿，水桶个水都凝冰了阿。

[ hau˧˩ laŋ˦˦ ɔ˦˦, sui˧˩ tʰuŋ˧ kai˥˧ sui˧˩ kam˦˦ kʰɛn˩˩ pɛn˦˦ ɔ˦˦ ]
Очень холодно, ведро с водой промёрзло.

## Письменность
В отличие от севернокитайского, кантонского и хокло, у языка хакка отсутствует развитая письменная традиция.
В XIX веке западные миссионеры создали систему Пхакфа-сы (白話字 Pha̍k-fa-sṳ) для романизации языка хакка. На данный момент самым большим трудом является тайваньское издание Новый Завет и Псалмы (1993, 1138 страниц), записанное как романизацией, так и иероглифами. Авторами этого труда являются миссионеры Пресвитерианской церкви Канады.
Ныне на Тайване с 2012 официально принята собственная романизация языка хакка. Знаменитая сказка «Маленький принц» была переведена на тайваньский хакка в 2000 году. Она также использует две письменности.